# Watupayung
Watupayung is een bestuurslaag in het regentschap Pekalongan van de provincie Midden-Java, Indonesië. Watupayung telt 1267 inwoners (volkstelling 2010).